# دو بند شهنيز (مارغون)
دو بند شهنیز (بالفارسية: دوبندشهنیز) هي قرية تقع في إيران في قسم مارغون الريفي. يقدر عدد سكانها بـ 89 نسمة بحسب إحصاء 2016.